# 索洛特維諾
47°57′20″N 23°52′16″E / 47.95556°N 23.87111°E
索洛特維諾（羅馬化：Solotvyno）是烏克蘭的鎮，位於該國西部外喀爾巴阡州，始建於1360年，面積11.1平方公里，海拔高度281米，2011年人口8,977，人口密度每平方公里808.7人。

## 图集

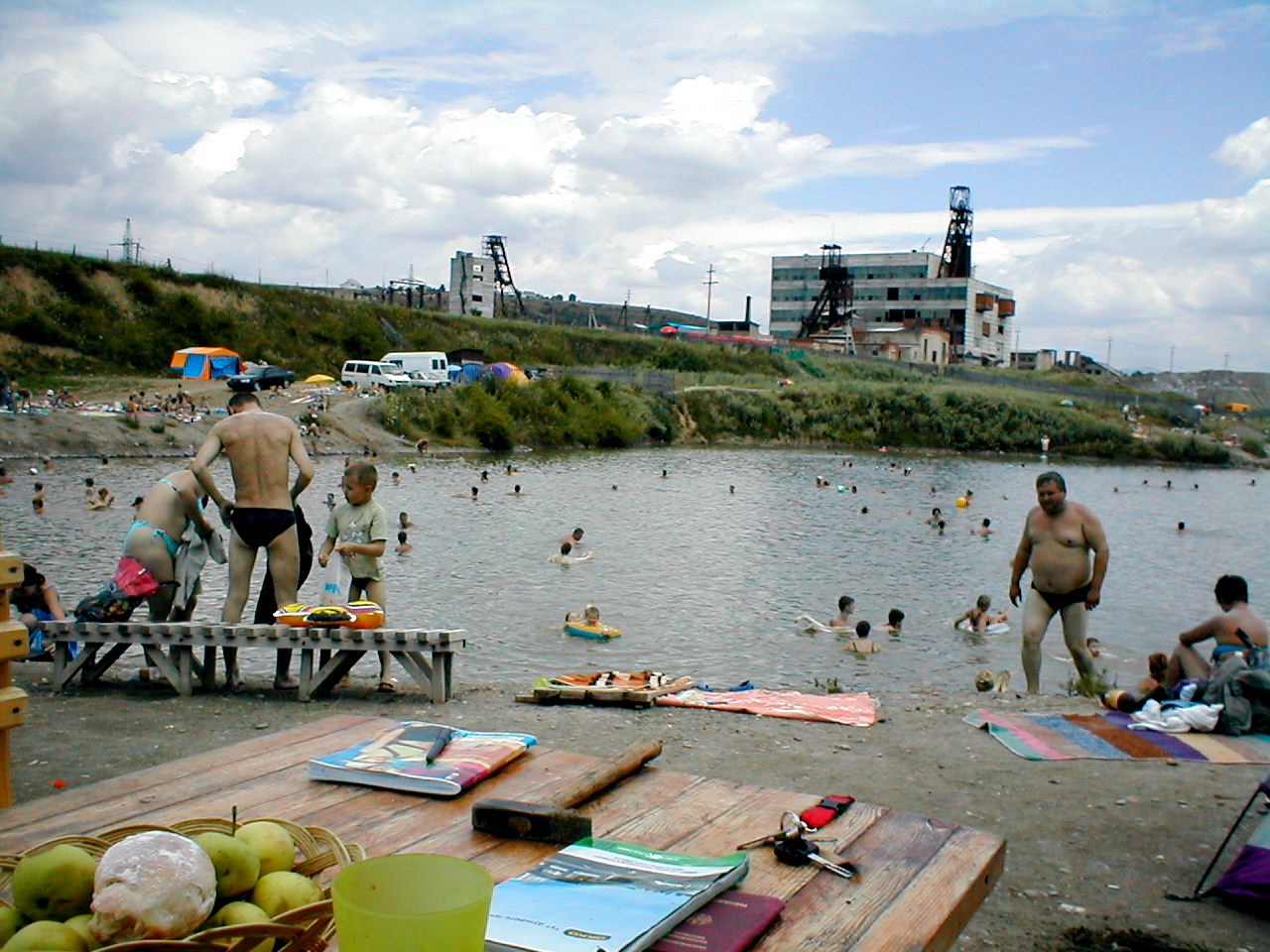
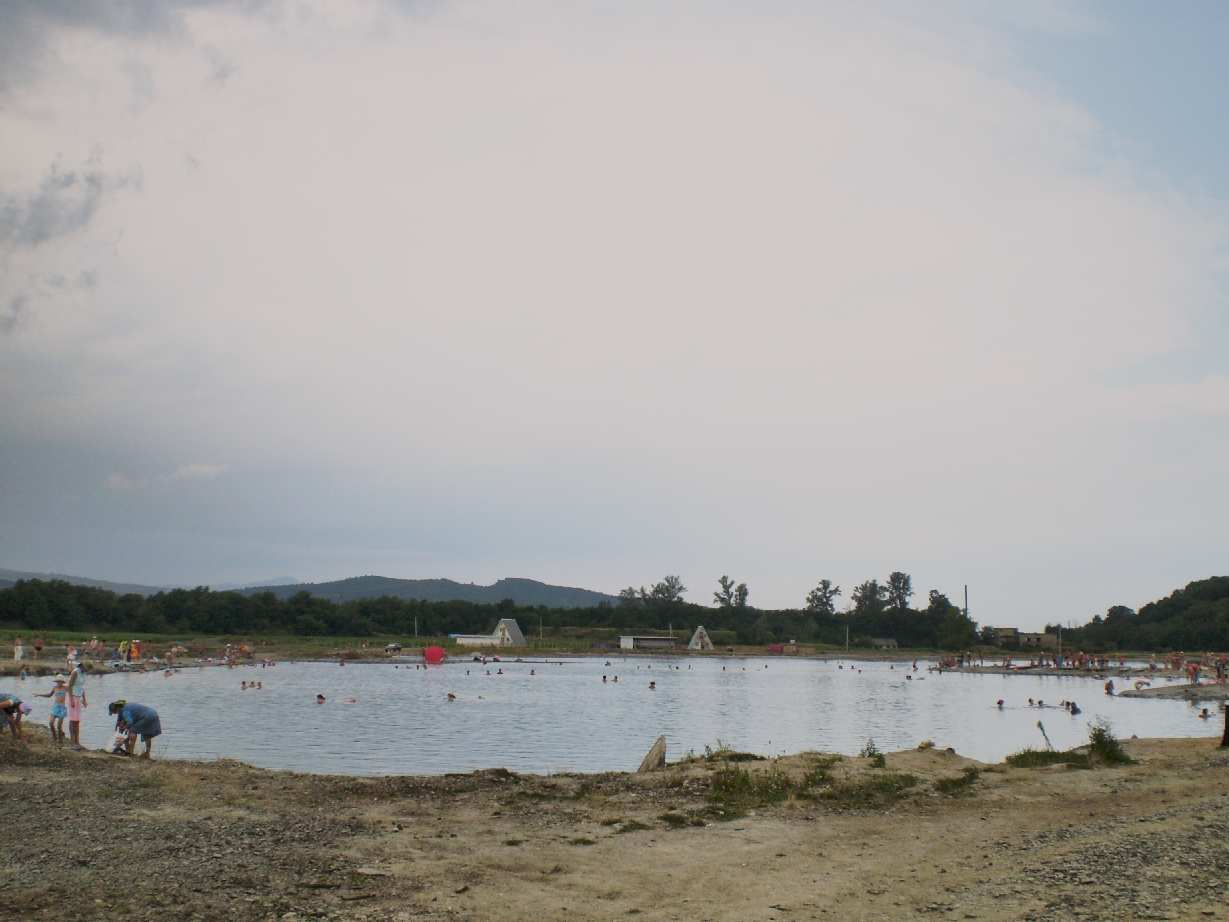
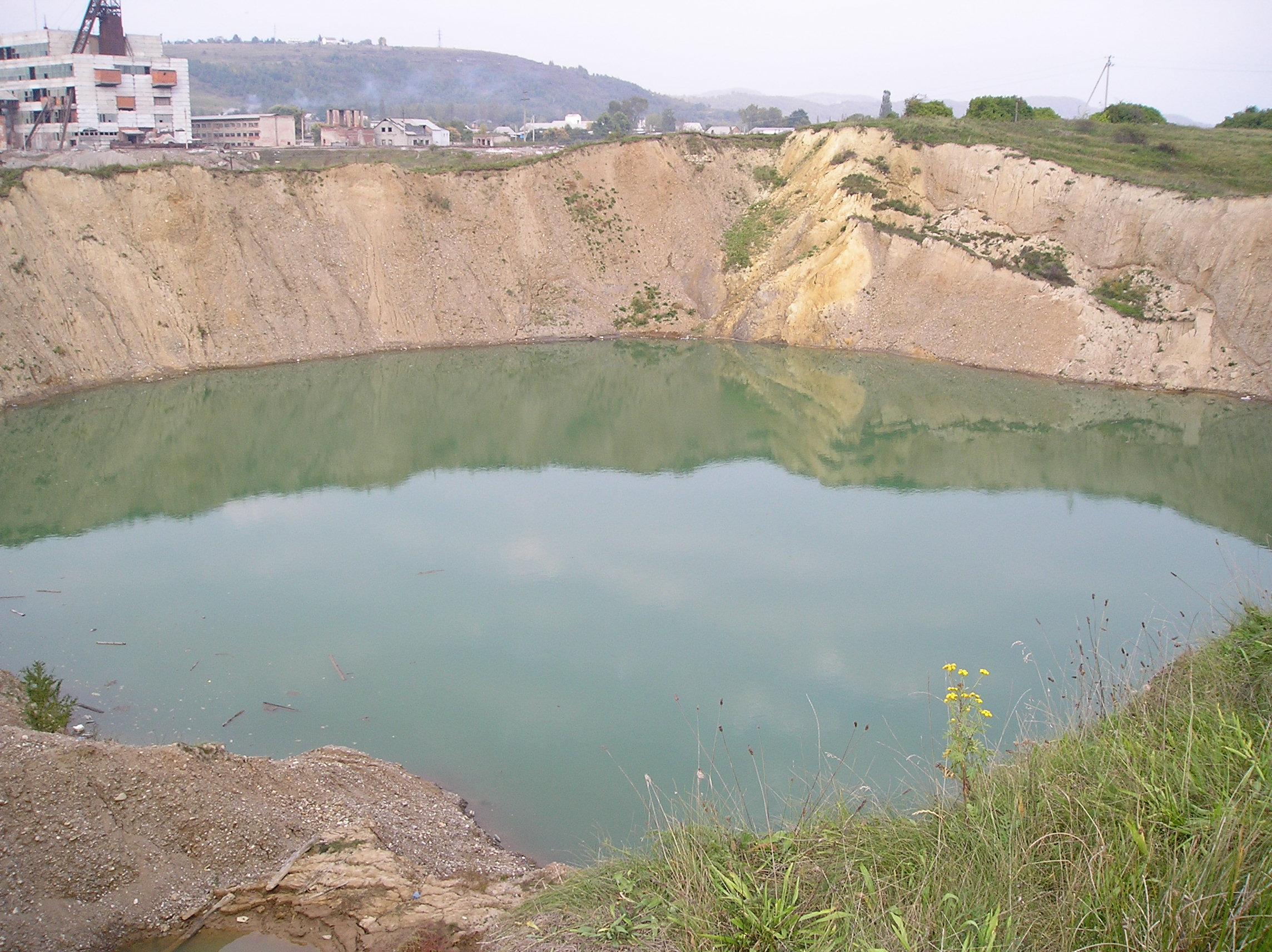
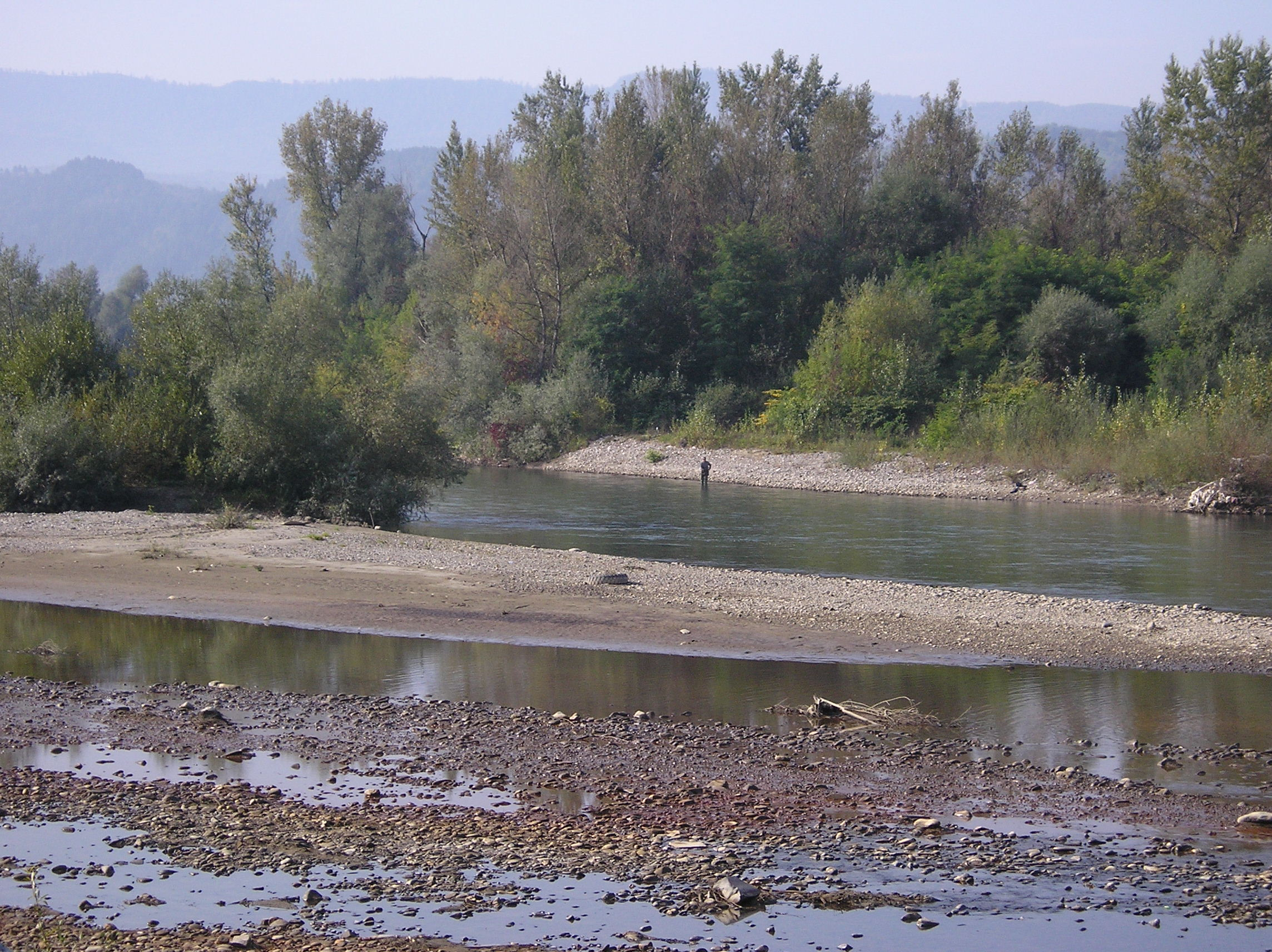
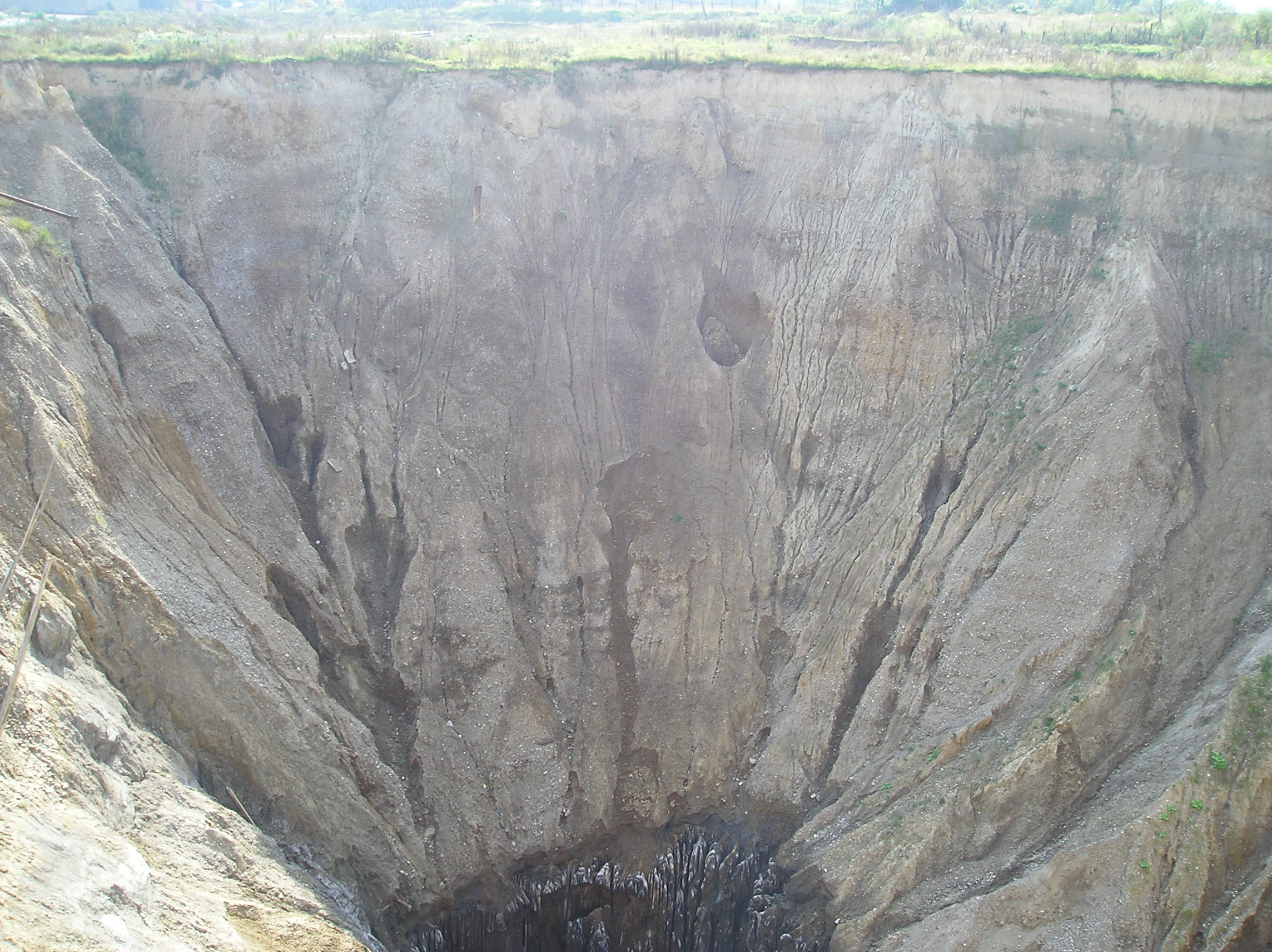
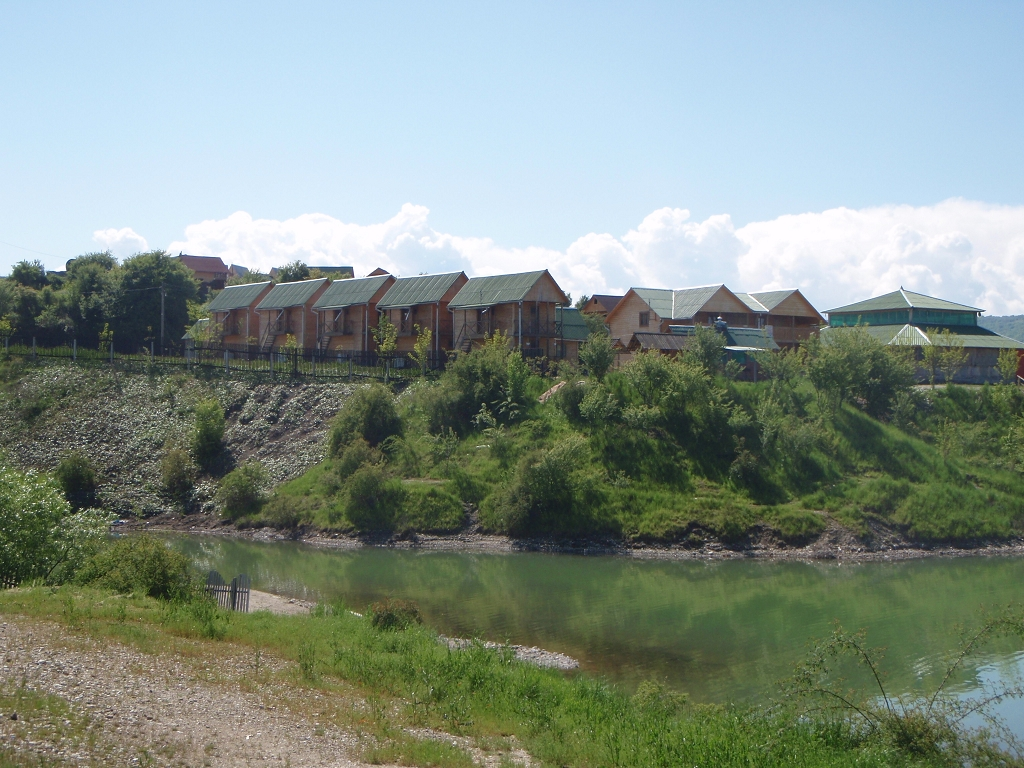
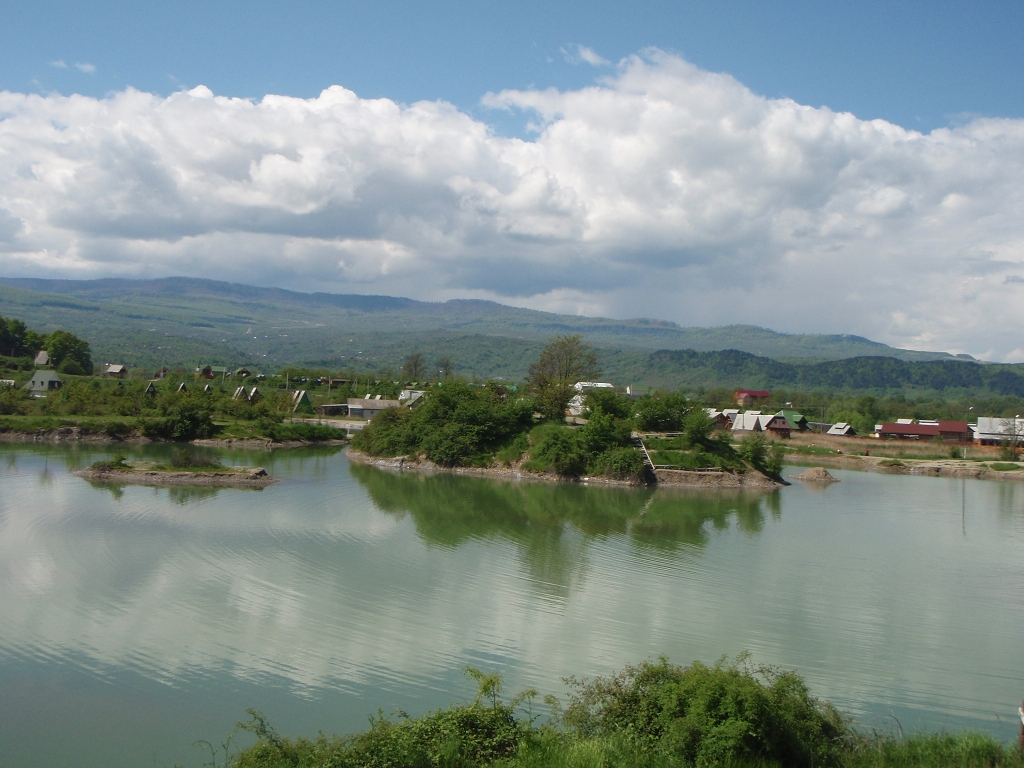
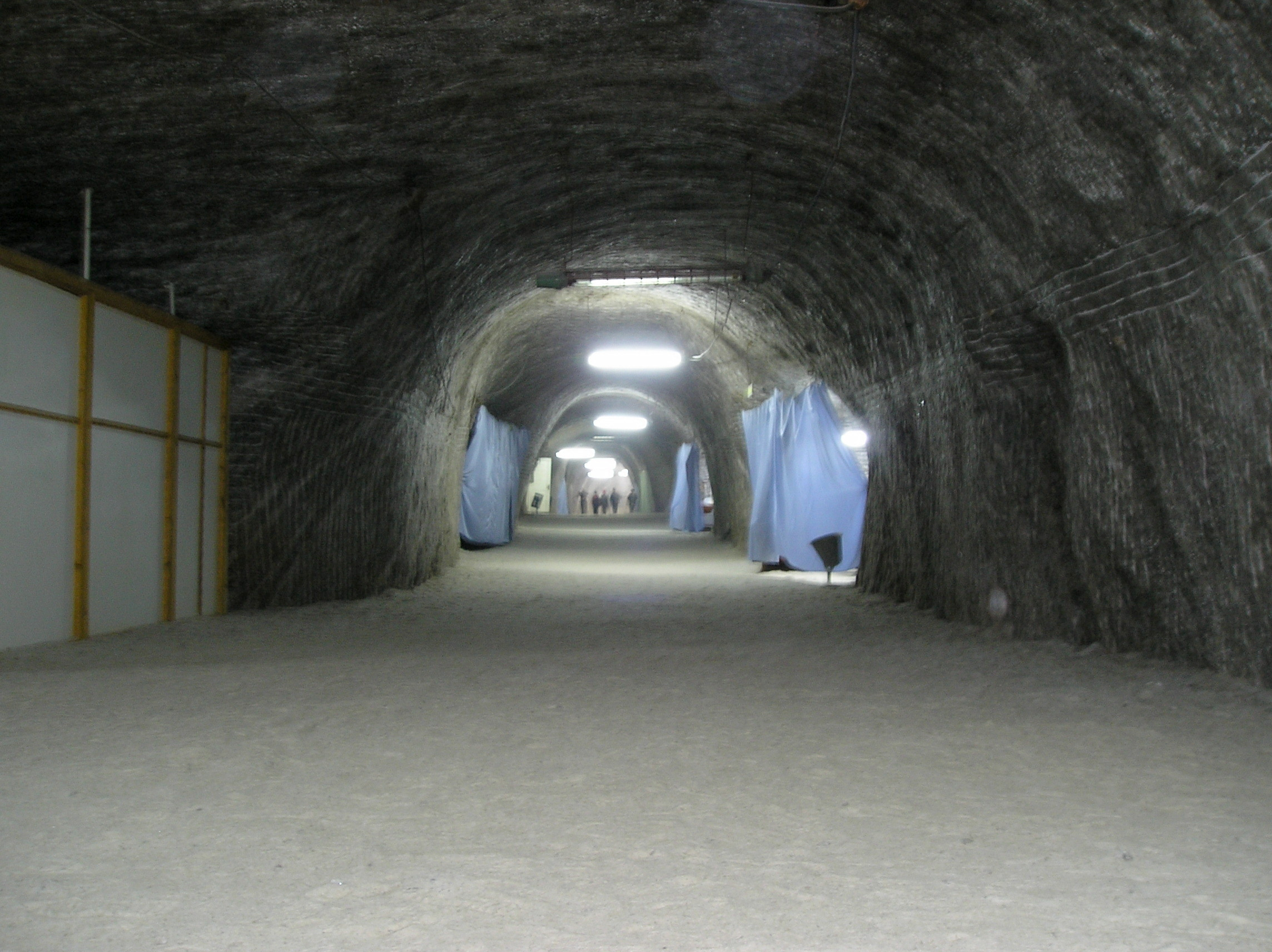
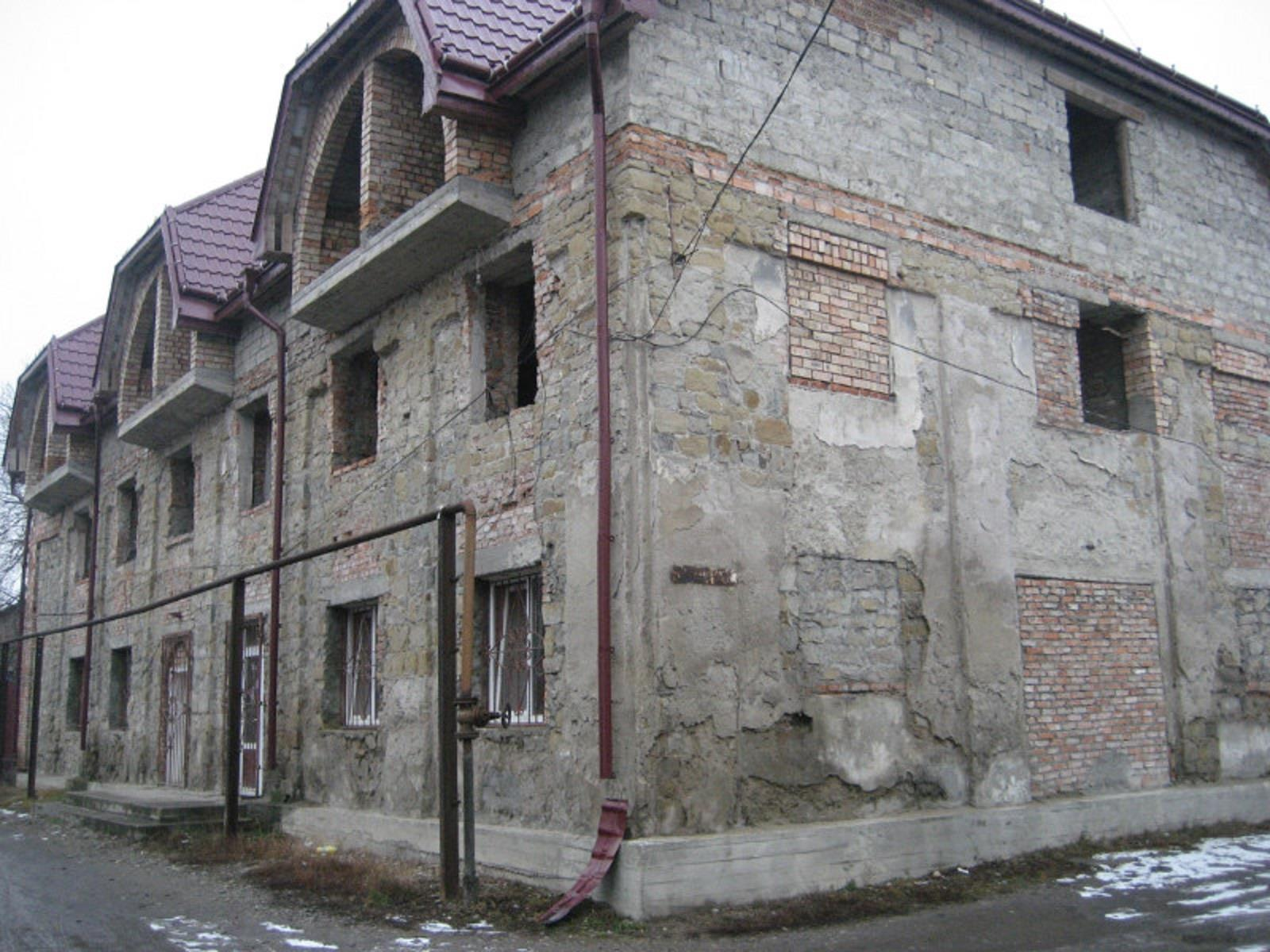
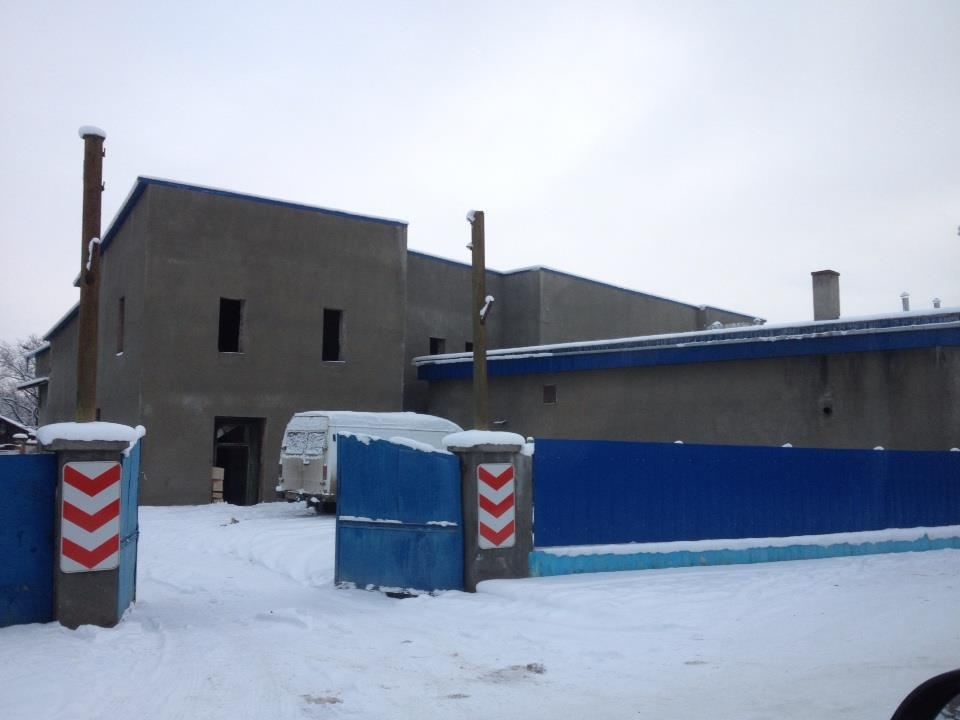
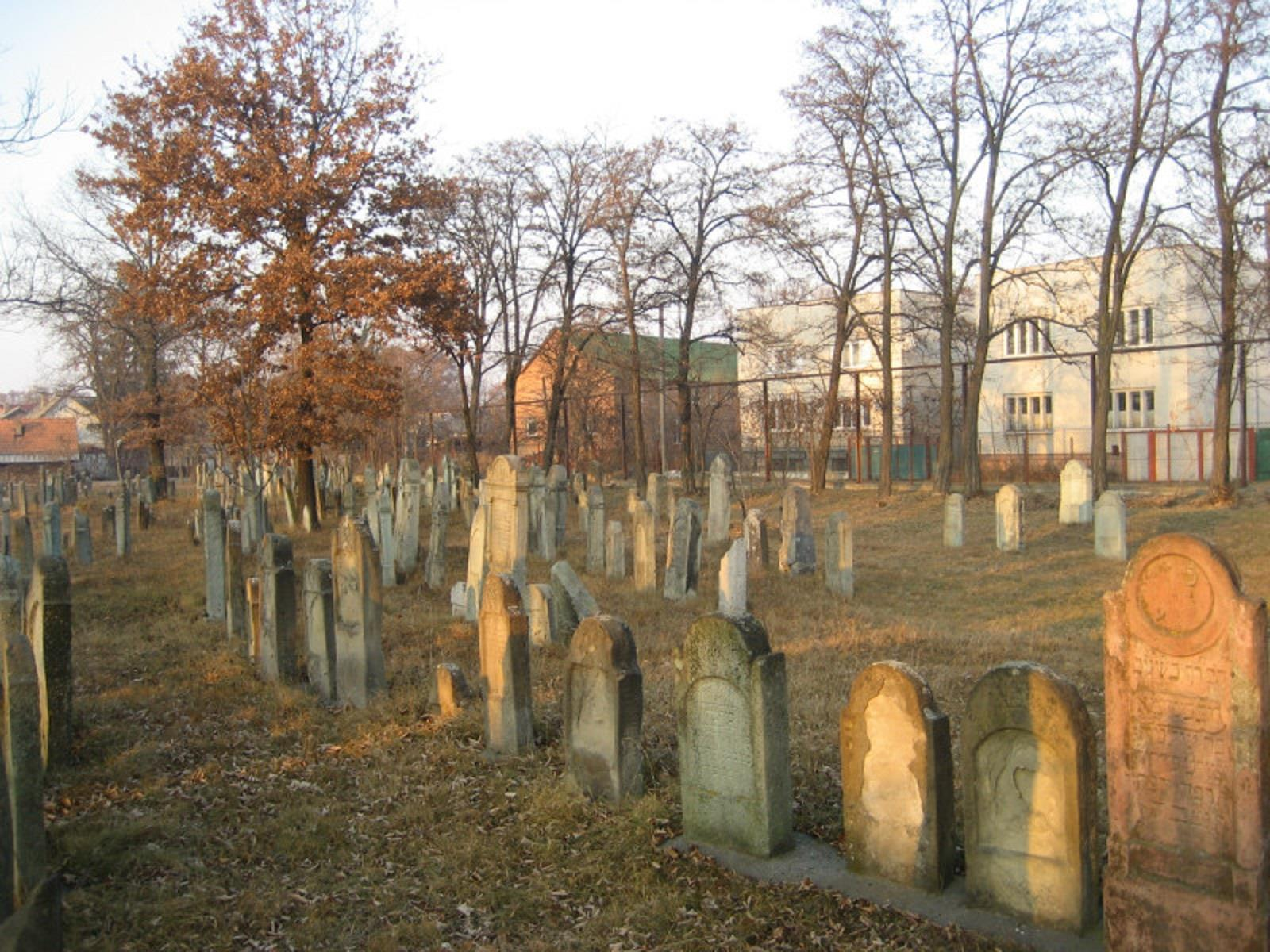
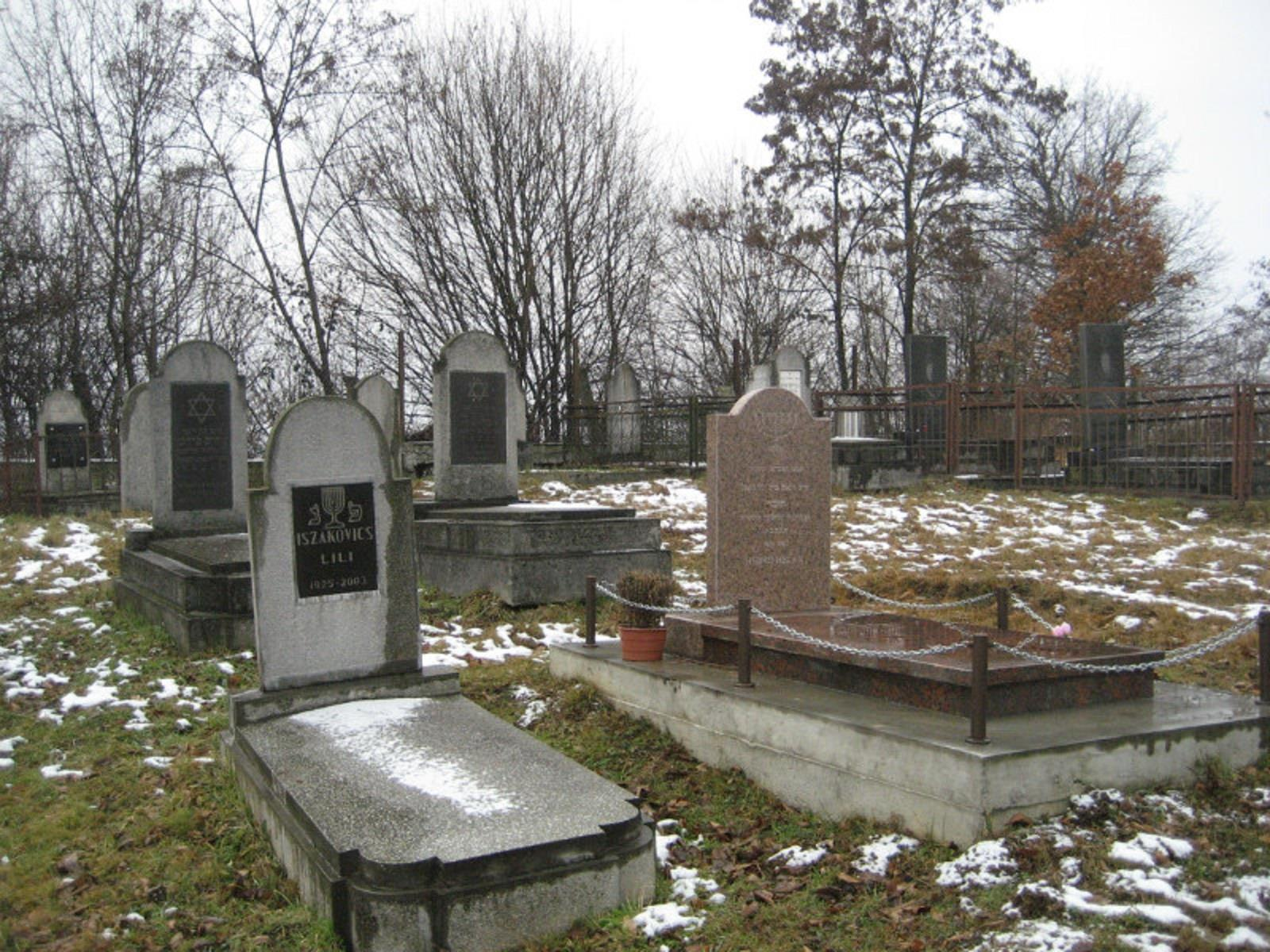
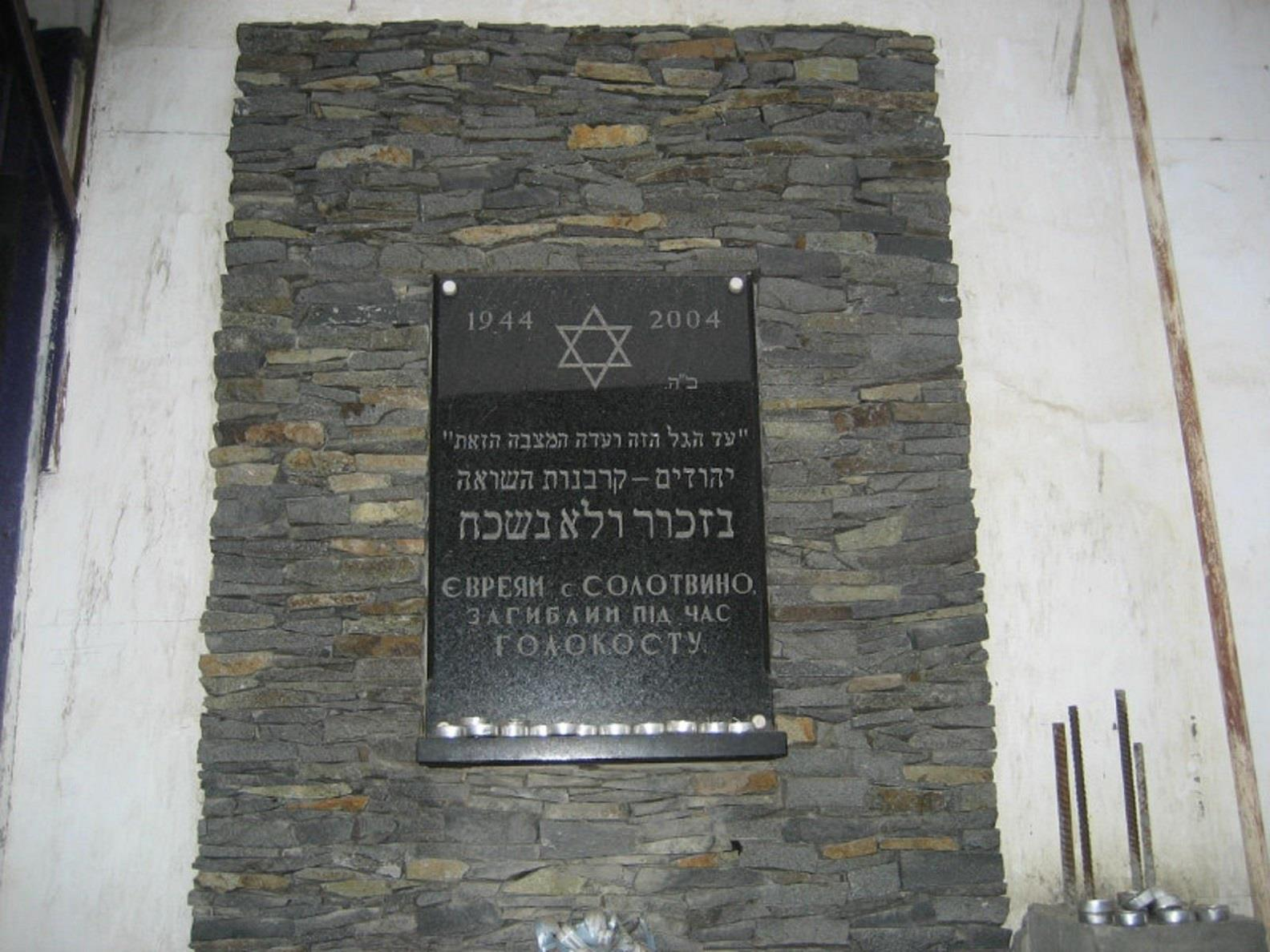